# Great Teacher Onizuka (serie televisiva 1998)
Great Teacher Onizuka (グレート ティーチャー オニヅカ?, Gurēto Tīchā Onizuka), anche conosciuto come GTO (ジーティーオー?), è una popolare serie televisiva (dorama) giapponese live action in 12 puntate liberamente ispirata all'omonimo manga e andato in onda nel 1998, prima dell'anime; è stato seguito da uno special conclusivo e l'anno seguente da una pellicola cinematografica che racconta un seguito della storia, con Eikichi alle prese con un liceo femminile.
Nel corso dei vari episodi, il neo assunto Onizuka-sensei s'imbatterà e dovrà affrontare e cercar di risolvere vari problemi riguardanti l'ambito scolastico, tra cui bullismo e vera e propria violenza, e familiari e personali dei suoi studenti, uno più complicato e di difficile soluzione dell'altro.
Nel 2012 è stato prodotto e trasmesso un nuovo adattamento live action, remake di questo, tratto dal manga, sempre dal titolo Great Teacher Onizuka.

## Trama
Eikichi Onizuka, ex membro di una banda di mototeppisti, ha sempre avuto un sogno nel cassetto: quello di poter diventare insegnante. Apparentemente com'è ovvio immaginarsi sembra proprio non aver alcuna possibilità di realizzarlo, in quanto la sua formazione professionale e di studi non è affatto risultata esser prestigiosa.
Si trova ad aver nonostante ciò la possibilità di aver un colloquio con la preside di una scuola privata, che è alla ricerca di nuove giovani leve capaci d'instaurare un rapporto più aperto (e vicino ai loro effettivi bisogni) con gli alunni; più di quanto siano capaci di fare i "vecchi" insegnanti oramai fossilizzati nel loro modo d'intendere la scuola. Un caro amico, che lavora come guardia giurata, gli fa avere il modulo di partecipazione al concorso.
Dal suo posto di lavoro, Eikichi era impegnato a pulire i vetri di un grattacielo, si precipita subito al luogo del colloquio; è l'ultimo giorno d'assunzione e anche l'ultima sua occasione per poter finalmente diventar quel che nel profondo del suo cuore ha sempre desiderato d'essere, un istitutore ma soprattutto un modello ed un consigliere, un amico più grande e un fratello maggiore per i ragazzi. Insomma un perfetto sensei.
Purtroppo al colloquio trova ad attenderlo il vicepreside, che è un uomo d vecchie vedute, non certo aperto alle novità e alle questioni poste dal mondo moderno all'istituzione scolastica. Eikichi viene subito pertanto scartato (conosce a malapena la grammatica) in malo modo, e con un senso di superiore disprezzo dal dirigente scolastico.
Accade però che proprio in quel momento giungano due ex studenti della scuola per vendicarsi delle umiliazioni che avevano dovuto subire proprio dal vicepreside: lui immediatamente li insulta definendoli spazzatura e rifiuti della società, incapaci in alcun modo di portare un positivo contributo al mondo nella loro esistenza. Eikichi, che ha assistito all'intera scena, non può assolutamente accettare simili parole da parte di chi dovrebbe considerarsi una voce autorevole e rispettabile, ed interviene, prevenendo i due ragazzi che stavano aggredendo il vecchio insegnante, colpendolo a sua volta per tramortirlo.
Sembrerebbe proprio che la carriera da Great Teacher di Eikichi sia destinata a concludersi ancor prima di aver avuto l'occasione di iniziare. Ma, grazie al provvidenziale sostegno dell'anziana, ma ancora giovanissima interiormente, preside in incognito (finge di essere una delle inservienti che distribuiscono le merende), che ha subito intravisto nel giovane la stoffa per diventar un autentico Maestro con l'iniziale maiuscola, riesce lo stesso ad esser assunto.
Gli viene affidata la classe più problematica dell'intero istituto (l'intenzione del vicepreside è infatti quella di farlo scappar via dalla disperazione il più presto possibile), il Liceo Seyrin. Gli studenti iniziano immediatamente un'opera di guerriglia contro questo nuovo professore, ma la sincerità e semplicità che dimostrerà sempre di avere in ogni circostanza (e soprattutto onestà e rispetto nei confronti di quelli che sono a tutti gli effetti diventati i suoi ragazzi) gli permettono un poco alla volta di guadagnarsi la stima e anche l'affetto profondo di tutta la classe, oltre che delle loro famiglie e degli stessi colleghi di lavoro di Eikichi.
Tutti i tentativi perseguiti dal vicepreside, suo acerrimo nemico fin dal primo giorno, di far licenziare Eikichi per incompetenza professionale si vengono ad infrangere contro la barriera protettiva che sempre più alunni creano attorno al loro oramai amatissimo sensei: finalmente son riusciti ad avere un professore che capisce in profondità i loro desideri e sofferenze, e che non ha paura di rimettersi ogni giorno in discussione quando si tratta di aiutarli a superare le difficoltà quotidiane, anche personali ed extrascolastiche che questi si trovano via via ad affrontare.
Eikichi riesce infine nel suo intento di diventare un autentico Great Teacher: ha dimostrato di avere un talento immediato nel rapportarsi e confrontarsi coi ragazzi, al di là delle sue (anche notevoli) lacune di conoscenze meramente culturali. Queste ultime compensate ampiamente dal suo sincero entusiasmo e perseveranza. Un perfetto pedagogo e maestro di vita, non un vuoto portatore di fredda ed inutile istruzione.
Nell'ultima puntata tutti assieme, alunni e dirigenti scolastici, uniti finalmente in una battaglia comune, faranno di tutto per impedire che la loro scuola venga abbattuta dagli speculatori edilizi.

## Interpreti e personaggi
- Takashi Sorimachi è Eikichi Onizuka:

25 anni. Aveva a suo tempo abbandonato la scuola superiore a causa di incomprensioni con i suoi insegnanti; diventa a sua volta un insegnante, ma molto atipico rispetto agli standard consueti. È fermamente convinto che le azioni e l'esempio abbiano più valore delle semplici parole che si perdono nell'aria. Ha anche la passione di osservare le gambe scoperte delle studentesse in minigonna. 
- Nanako Matsushima è Azusa Fuyutsuki:

collega di Eikichi, insegna inglese. Svilupperà un debole nei suoi confronti, anche per merito della fiducia e stima che sembra essersi guadagnato da tutti i ragazzi. Si verrà a sapere verso la conclusione della vicenda che aveva sempre sognato di diventare una hostess, ma che non aveva mai potuto realizzare questo desiderio a causa delle difficili contingenze del mercato del lavoro, per cui si era sempre dovuta accontentare di lavorare nell'ambito dell'istruzione. Nell'ultima puntata sarà denominata GTF, ovvero "Great Teacher Fuyutsuki".
- Yōsuke Kubozuka è Yoshito Kikuchi:

inizialmente fa parte del gruppo dei nemici di Eikichi, capitanato da Miyabi. Quando sembrerà voler abbandonare la scuola, Eikichi gli dimostrerà che non tutti gli insegnanti sono uguali come lui sembra pensare. 
- Numata Baku è Makoto Fujitomi:

dirigente scolastico. A causa dello stress procuratogli anche dai comportamenti imprevedibili di Eikichi, si ritrova a soffrire gravemente di angina ed ipertensione.
- Aya Enjoji è Hiroko Kotani:

insegnante di lingua giapponese. Ha reazioni isteriche davanti all'indisciplina della classe.
- Naohito Fujiki è Ryuji Saejima:
- Atsushi Harada è Shinichi Todo:
- Tomoka Hayashi è Erika Tsukushima:
- Kunihiko Ida è Yuu Teshigawara:

il diretto superiore di Eikichi. Ha perduto tutta la passione nell'insegnamento ed è divenuto cinico e freddo. La sua povera automobile, comprata dopo anni di sacrifici, viene chissà come sempre presa di mira durante le varie imprese di Eikichi e regolarmente distrutta. 
- Hiroyuki Ikeuchi è Kunio Murai:

uno dei primi oppositori ad Eikichi, sarà anche lui alla fine conquistato dal suo modo assolutamente vero di comportarsi.
- Tae Kimura è Miyuki:
- Kirari è Nanako Mizuki:

la sua famiglia è ricca, ma lei è lo stesso molto infelice. Difatti in casa i genitori litigano in continuazione minacciando in continuazione di divorziare; lei si sente sola ed abbandonata, incompresa da quelli che invece dovrebbero essere le persone più vicine ed affini a lei. Servirà l'intervento a martellate di Eikichi per far rinsavire i suoi ciechi genitori.
- Masahiro Kobayashi è Hajime Hakamada:

brillante insegnante d'educazione fisica, pieno di passione nei confronti dell'atletica leggera
- Yoshimasa Kondo è Kouji Nakamata:

insegnante di scienze
- Miki Kuroda è Tomoko Nomura:

soprannominata Tontako, per il suo poco acume; Verrà aiutata da Eikichi a realizzare il suo più grande desiderio, quello di diventare un idol. Abbandonerà la scuola contro la volontà della famiglia per poter intraprendere la carriera nello spettacolo. 
- Erika Mabuchi è Yoshiko Uchiyamada:
- Rikako Murakami è Tsubasa Murai:
- Aimi Nakamura è Miyabi Aizawa:

figlia della presidentessa del circolo dei genitori. Una ragazza insoddisfatta ed assolutamente non capita dalla madre, la quale confonde la dimostrazione d'affetto con l'elargizione di privilegi e denaro. Si vendica a scuola molestando i compagni più deboli e indifesi. La sua regola ferrea è quella di non fidarsi mai degli adulti; si dimostrerà essere uno degli avversari più ostici per Eikichi.
- Akira Nakao - Uchiyamada Hiroshi
- Shun Oguri è Noboru Yoshikawa:

un ragazzino fragile ed insicuro bullizzato dal gruppo a cui fa capo Miyabi. Per questa sofferenza insopportabile tenterà il suicidio gettandosi dal tetto della scuola; solo Eikichi riuscirà a capirlo e salvarlo.
- Eisuke Sasai è Todo Shinjin Todo
- Minami Shirakawa è Chikako Oshima
- Reiko Tajima è Reiko Aizawa: la madre superficiale di Miyabi
- Reiko Tateishi è Uchiyamada Ryoko Uchiyamada
- Hidenori Tokuyama - Yoda Kenji
- Yuta Yamazaki è Masaru Watanabe
- Yumi Shirakawa è Sakurai Akira: la preside della scuola privata in cui insegna Eikichi.
- Soichiro Kitamura è Kenzo
- Ryoko Tateishi è Ryoko Uchiyamada

## Episodi
La serie è composta da 12 episodi e ognuno di questi è denominato GREAT (nel manga e nell'anime invece vengono Lesson).
| Stagione       | Episodi | Prima TV Giappone | Prima TV Italia |
| -------------- | ------- | ----------------- | --------------- |
| Prima stagione | 12      | 1998              | inedita         |

Nel 1999 è stato poi prodotto per la televisione uno special di un'ora e mezza che prosegue la trama e per il cinema un film con un cambio di tutti i personaggi tranne il protagonista.

## Colonna sonora
Sigla di apertura
- Poison cantata da Takashi Sorimachi

## Fortuna del genere
Il dorama d'impostazione scolastica, grazie anche alle numerose serie manga a cui si ispira, ha goduto di notevole e costante fortuna nella programmazione televisiva giapponese, ma proprio a partire dal 1998 con GTO si viene a creare quel sottogenere peculiare che vede uno strano ed originale insegnante che fa improvvisamente irruzione in un normale liceo e comincia a prendersi a cuore, molto più delle fredde materie scolastiche, degli effettivi problemi personali e familiari degli studenti che gli vengono affidati.
Nel 1999 si cercò di variarne la trama in Majo no jōken, dove si ha un'insegnante donna che fugge con uno dei suoi allievi adolescenti di cui si è innamorata.
Nel 2001 col film Waterboys inizia la saga del gruppo di studenti affiliati al club di nuoto sincronizzato guidato da un insegnante fuori dagli schemi; la storia ebbe fortuna e proseguì con i 2 dorama del 2003 (Water Boys) e 2004 Water Boys 2).
Nel 2003 con Gokusen si ha la giovane erede d'un importante famiglia yakuza che realizza il suo gran desiderio di diventare insegnante per poter aiutar gli studenti più disagiati e disgraziati della scuola in cui viene di volta in volta mandata. Nel 2005 con Gokusen 2 e 2008 (Gokusen 3) si ripete la trama di base, variando però sempre gli interpreti tra i giovani attori idol del momento.
Nel 2005 si prova a rovesciar la situazione in Joō no Kyōshitsu: qui una terribile insegnante soprannominata Akuma-demonio arriva in una classe dell'ultimo anno delle elementari e qui inizia a vessare i poveri bambini. Lo stesso anno con Dragon Zakura, tratto da un manga, si torna all'impostazione classica: uno strano ma affascinante insegnante arriva in una scuola dove si prende il compito di portar i ragazzi a lui affidati agli esami di fine anno, in modi anche non proprio ortodossi.
Dopo i dorama del 2005-06 Nobuta wo Produce e Hana Yori Dango, sempre di genere scolastico ma tratti rispettivamente da un romanzo e da un anime, e Juken no Kamisama (dove questa volta è una curiosa ragazza tanto geniale quanto eccentrica di liceo che, per la bravura nella sua capacità di dar lezioni di ripasso a bambini delle elementari e medie, viene soprannominata "la Dea-Kamisama degli esami"). Scrap Teacher del 2008 fa tornare in voga il giovane insegnante "folle" idealista e fiducioso nelle capacità nascoste dei propri giovani studenti.
Sempre nel 2008 Taiyō to umi no kyōshitsu vede un giovane uomo appena tornato dall'Africa, dove aveva aperto una scuola per i bambini abbandonati, tornar in patria e andar ad insegnare in un elitario istituto privato, provocando così un autentico terremoto fino a rivoluzionare il modo di veder le cose e i problemi dell'esistenza dei ragazzi alle prese con gli esami annuali.
Con Koishite Akuma del 2009 si torna al genere in parte sentimentale con una giovane e bella professoressa che si trova a dover aver a che fare con uno stranissimo studente appena trasferitosi nella sua classe. Nello stesso anno anche Ohitorisama vede uno strano giovane insegnante far irruzione in una scuola privata femminile.
Hammer Session! del 2010 vede questa volta un evaso, si tratta di un giovane truffatore internazionale, che si nasconde all'interno del campus d'un liceo privato, dove assume le vesti di professore e qui inizia a dar lezioni di vera vita ai suoi nuovi allievi. Nello stesso anno Tumbling vede il professore aiutare un gruppetto di studenti, tra cui degli ex teppisti, a portar avanti il loro club di ginnastica ritmica, contro tutte le difficoltà postegli davanti dalla burocrazia scolastica.
Nel 2011 in Taisetsu na koto wa subete kimi ga oshiete kureta ritorna la 'questione morale', vediamo infatti il ventitreenne professore che viene accusato d'intrattener una relazione con una delle proprie studentesse sedicenni, mentre la sua fidanzata, anch'essa insegnante nella stessa scuola, deve vedersela con la corte serrata d'un ragazzo della sua classe.
Infine, Nel 2012 Onizuka ritorna  con un nuovo dorama remake che narra in parte nuove avventure e problemi da risolvere.